# 大锁银耳
大锁银耳（学名：Tremella fibulifera）是属于银耳目银耳科银耳属的一种真菌，散生、群生于阔叶林中的阔叶树朽木较阴湿处。该种分布于中国、巴西、巴拿马、美国、哥斯达黎加等地。